# Hermann Logsch
Wilhelm Hermann Logsch (* 15. Februar 1909; † 9. Juli 2007) war ein deutscher Fernmeldetechniker, Oberst a. D. der Bundeswehr, Mitbegründer der Fernmeldeschule und Fachschule des Heeres für Elektrotechnik in Feldafing und Verfasser diverser Lehrbücher zum Fernmeldewesen.
Logsch war außerdem Träger des Bundesverdienstkreuzes 1. Klasse und veröffentlichte diverse wissenschaftliche Publikationen zur Philatelie (Spezialgebiet Baltische Staaten). Er war Inhaber diverser Grundlagenpatente, unter anderem Basis der Compact Cassette.

## Veröffentlichungen
- Grundlagen der Fernmeldetechnik  (1957)
- Elektroakustische Übertragungsanlagen (1956)
- Funktechnik (1960)
- Einführung in die Elektronik (1979)

| Personendaten    | Personendaten                                |
| ---------------- | -------------------------------------------- |
| NAME             | Logsch, Hermann                              |
| ALTERNATIVNAMEN  | Logsch, Wilhelm Hermann (vollständiger Name) |
| KURZBESCHREIBUNG | deutscher Oberst und Fernmeldetechniker      |
| GEBURTSDATUM     | 15. Februar 1909                             |
| STERBEDATUM      | 9. Juli 2007                                 |